# Lord gran senescal
El lord gran senescal, gran senescal o senecal  de Inglaterra (en inglés: Lord High Steward) es el primero de los grandes oficiales de Estado del Reino Unido. El cargo tiene una función ceremonial en las coronaciones del monarca británico.

## Historia
Aunque en un principio el cargo de lord gran senescal era en gran parte honorario, con el tiempo fue creciendo su importancia, hasta que el titular se convirtió en uno de los hombres más poderosos del reino. Desde finales del siglo XII, el cargo estuvo vinculado al Condado de Leicester. Cuando la Casa de Lancaster ascendió al trono en 1399, Enrique IV nombró a su segundo hijo, Tomás de Lancaster, duque de Clarence, lord gran senescal. Ocupó el cargo hasta su muerte en 1421.
El cargo se ha mantenido vacante desde 1421, exceptuando las coronaciones y los procesos de los pares en la Cámara de los Lores, que es presidida por el lord gran senescal. En general, aunque no invariablemente, el lord canciller fue nombrado para actuar como lord gran senescal en este último caso. El juicio de los pares por sus iguales en la Cámara de los Lores fue abolido en 1948, aunque los juicios de acusación no se han abolido. Existió una «Corte del lord gran senescal», que servía a este propósito cuando el Parlamento no estaba en sesión.
El cargo de lord gran senescal de Irlanda, por el contrario, es un título hereditario, también conocido como el «gran senescal hereditario», recae en el conde de Shrewsbury, Waterford y Talbot.

## Lores grandes senescales de Inglaterra en coronaciones, 1422-presente
- Juan de la Pole, II duque de Suffolk, 1461, en la coronación de Eduardo IV.
- John Howard, I duque de Norfolk, 1483, en la coronación de Ricardo III.
- Edward Stafford, 3.er duque de Buckingham, 1509, en la coronación de Enrique VIII.
- Charles Brandon, 1.er duque de Suffolk, 1533, en la coronación de Ana Bolena.
- John Russell, I conde de Bedford, 1547, en la coronación de Eduardo VI.
- Edward Stanley, III conde de Derby, 1553, en la coronación de María I.
- Henry FitzAlan, XIX conde de Arundel, 1559, en la coronación de Isabel I.
- Charles Howard, 1.er Conde de Nottingham, 1603, en la coronación de Jacobo I y VI.
- James Butler, I duque de Ormonde, 1661, en la coronación de Carlos II.
- James Butler, I duque de Ormonde, 1685, en la coronación de Jacobo II y VII.
- William Cavendish, conde de Devonshire, 1689, en la coronación de Guillermo III y María II.
- William Cavendish, 1.er duque de Devonshire, 1702, en la coronación de Ana I.
- Charles FitzRoy, 2.º duque de Grafton, 1714, en la coronación de Jorge I.
- Lionel Sackville, duque de Dorset, 1727, en la coronación de Jorge II.
- [[William Talbot, 1.er conde de Talbot]], 1761, en la coronación de Jorge III.
- [[Henry William Paget, 1.er marqués de Anglesey]], 1821, en la coronación de Jorge IV.
- Alexander Douglas-Hamilton, 10.º duque de Hamilton, 1831, en la coronación de Guillermo IV.
- Alexander Douglas-Hamilton, 10.º duque de Hamilton, 1838, en la coronación de Victoria.
- Charles Spencer-Churchill, 9.º duque de Marlborough, 1902, en la coronación de Eduardo VII.
- Henry George Percy, 7.º duque de Northumberland, 1911, en la coronación de Jorge V.
- James Gascoyne-Cecil, 4.º marqués de Salisbury, 1937, en la coronación de Jorge VI.
- Andrew Browne Cunningham, 1.er Vizconde Cunningham de Hyndhope, 1953, en la coronación de Isabel II.